# Acraea caldarena
Acraea caldarena är en fjärilsart som beskrevs av William Chapman Hewitson 1877. Acraea caldarena ingår i släktet Acraea och familjen praktfjärilar. Inga underarter finns listade i Catalogue of Life.